# Urška Hrovat
Urška Hrovat, slovenska alpska smučarka, * 18. februar 1974, Ljubljana.
Urški Hrovat se je v razmerju s slovenskim hokejistom Luko Žagarjem 3. novembra 2009 rodil prvi otrok Filip.
Svojo smučarsko pot je začela pri SK Olimpija, tekmovala pa je na smučeh proizvajalca Rossignol. Prvič je na mednarodnih tekmovanjih na zmagovalne stopničke stopila na mladinskem svetovnem prvenstvu v Geilu in Hemsedalu na Norveškem leta 1991, ko je osvojila zlato medaljo v slalomu in srebrno v kombinaciji. Leta 1992 je postala svetovna mladinska prvakinja v slalomu, leta 1993 pa je bila tretja. 
V članskem svetovnem pokalu je začela tekmovati že leta 1992 in je do konca svoje kariere v letu 2001 nanizala vrsto velikih uspehov, med katerimi je njen največji uspeh tretje mesto na svetovnem prvenstvu leta 1996 v Sierri Nevadi. Za slovensko smučarsko reprezentanco je nastopila tudi na treh olimpijskih igrah.
Po koncu tekmovalne kariere je nekaj mesecev vozila tudi rally, nato pa se je umaknila iz sveta športa in v Stari Ljubljani odprla lokal. Od januarja 2007 je zaposlena v podjetju Elan kot projektni manager za elanove ženske smuči (Wstudio). 

## Dosežki v svetovnem pokalu

### Zmage (5)
| Št. | Sezona  | Datum             | Kraj          | Disciplina |
| --- | ------- | ----------------- | ------------- | ---------- |
| 1.  | 1993-94 | 22. januar 1994   | Maribor       | Slalom     |
| 2.  | 1994-95 | 30. december 1994 | Méribel       | Slalom     |
| 3.  | 1995-96 | 14. januar 1996   | Garmisch      | Slalom     |
| 4.  | 1997-98 | 14. marec 1998    | Crans-Montana | Slalom     |
| 5.  | 1998-99 | 21. november 1998 | Park City     | Slalom     |

### Skupna razvrstitev
| Sezona | Diciplina | #  |
| ------ | --------- | -- |
| 1994   | slalom    | 3. |
| 1996   | slalom    | 2. |

## Najboljši rezultati

### Olimpijske igre
- Zimske olimpijske igre 1992: 10. mesto, slalom
- Zimske olimpijske igre 1994: 8. mesto, slalom; 20. mesto, veleslalom; 28. mesto, superveleslalom
- Zimske olimpijske igre 1998: 18. mesto, veleslalom

### Svetovna prvenstva
- Svetovno prvenstvo v alpskem smučanju 1993: 26. mesto, slalom; 27. mesto, veleslalom
- Svetovno prvenstvo v alpskem smučanju 1996: 3. mesto, slalom; 11. mesto, veleslalom
- Svetovno prvenstvo v alpskem smučanju 1999: 7. mesto, slalom
- Svetovno prvenstvo v alpskem smučanju 2001: 10. mesto, slalom

### Mladinska svetovna prvenstva
- 1990: 6. mesto, slalom
- 1991: Svetovna prvakinja, slalom; svetovna podprvakinja, kombinacija
- 1992: Svetovna prvakinja, slalom; 5. mesto kombinacija
- 1993: 3. mesto, slalom; 4. mesto, kombinacija; 9. mesto, veleslalom